# Cuarteto Rotterdam
Cuarteto Rotterdam ist ein deutsch-niederländisches Tango-Argentino-Ensemble aus Berlin, Stuttgart und Meißen.

## Geschichte
2004 gründeten Michael Dolak und Susanne Cordula Welsch aus Deutschland und Judy Ruks aus den Niederlanden zusammen mit Frances Dorling aus Großbritannien das Cuarteto Rotterdam. Alle vier absolvierten zu dieser Zeit ihr Tangostudium in Rotterdam an der Rotterdam World Music Academy. Im Mittelpunkt der künstlerischen Arbeit steht seit Gründung sowohl die Repertoirepflege der unterschiedlichen Tango-Epochen als auch die Aufführung argentinischer und europäischer Tango-Kompositionen der Gegenwart. Durch die Verbindung aller Stilrichtungen des Tangos zwischen Tradition und Moderne, ist das Quartett in Konzertsälen, auf Tangobällen und internationalen Musik- und Tangofestivals häufig anzutreffen.
Oft ist das Cuarteto Rotterdam gemeinsam mit anderen Künstlern und Ensembles zu erleben, wie beispielsweise mit dem Sächsischen Vocalensemble, den Dresdner Kapellsolisten, dem Kammerensemble Konsonanz oder der argentinischen Tangosängerin Sandra Rumolino.
Konzertreisen führten das Cuarteto Rotterdam bisher unter anderem durch Deutschland, Italien, die Schweiz, Frankreich, Österreich, Argentinien, die Türkei, Spanien, Schottland und Schweden.
Nachdem sich der Schaffensschwerpunkt des Ensembles im Sommer 2008 nach Deutschland verlagerte, verstärkt der Tangobassist Tino Scholz das Ensemble.
Seit 2014 ist die Tangobassistin Anna-Maria Huhn festes Ensemblemitglied.

## Diskografie
- Yunta De Oro (2007)
- Deleitante (2009)
- Hommage à Astor Piazzolla (2015)
- Un placer (2019)

## Auszeichnungen
- 2011: 1. Preisträger des 48. Internationalen Akkordeonwettbewerbs Klingenthal in der Kategorie „Instrumentalgruppen mit mindestens einem aber höchstens zwei Bandoneons mit insgesamt bis zu sechs Musikern“